# Mysidopsis major
Mysidopsis major is een aasgarnalensoort uit de familie van de Mysidae. De wetenschappelijke naam van de soort is voor het eerst geldig gepubliceerd in 1928 door Zimmer.